# 全豪オープン混合ダブルス優勝者一覧
全豪オープン混合ダブルス優勝者一覧（ぜんごうオープンこんごうダブルスゆうしょうしゃいちらん）は、全豪オープン混合ダブルスにおける優勝者の一覧と決勝記録である。
| 年          | 優勝者                                                      | 準優勝者                                                      | 試合結果 （スコア）        | 備考                                          |
| ----------- | ----------------------------------------------------------- | ------------------------------------------------------------- | -------------------------- | --------------------------------------------- |
| 1922年      | ジョン・ホークス エスナ・ボイド                             | ハロルド・ウッツ ロルナ・ウッツ                               | 6-1 6-1                    |                                               |
| 1923年      | ホーレス・ライス シルビア・ランス・ハーパー                 | バート・セント・ジョン マーガレット・モールズワース           | 2-6 6-4 6-4                |                                               |
| 1924年      | ジム・ウィラード ダフネ・アクハースト                       | ガー・ホーン エスナ・ボイド                                   | 6-3 6-4                    |                                               |
| 1925年      | ジム・ウィラード ダフネ・アクハースト                       | リチャード・シュレジンガー シルビア・ランス・ハーパー         | 6-4 6-4                    |                                               |
| 1926年      | ジョン・ホークス エスナ・ボイド                             | ジム・ウィラード ダフネ・アクハースト                         | 6-2 6-4                    |                                               |
| 1927年      | ジョン・ホークス エスナ・ボイド                             | ジム・ウィラード ユーサ・アンソニー                           | 6-1 6-3                    |                                               |
| 1928年      | ジャン・ボロトラ ダフネ・アクハースト                       | ジョン・ホークス エスナ・ボイド                               | 不戦勝                     |                                               |
| 1929年      | エドガー・ムーン ダフネ・アクハースト                       | ジャック・クロフォード マージョリー・コックス                 | 6-0 7-5                    |                                               |
| 1930年      | ハリー・ホップマン ネル・ホール                             | ジャック・クロフォード マージョリー・コックス                 | 11-9 3-6 6-3               |                                               |
| 1931年      | ジャック・クロフォード マージョリー・コックス・クロフォード | オーブリー・ウィラード エミリー・フッド・ウェスタコット       | 7-5 6-4                    |                                               |
| 1932年      | ジャック・クロフォード マージョリー・コックス・クロフォード | 佐藤次郎 メリル・オハラウッド                                 | 6-8 8-6 6-3                |                                               |
| 1933年      | ジャック・クロフォード マージョリー・コックス・クロフォード | エルスワース・バインズ マージョリー・グラッドマン・バン・リン | 3-6 7-5 13-11              |                                               |
| 1934年      | エドガー・ムーン ジョーン・ハーティガン                     | レイ・ダンロップ エミリー・フッド・ウェスタコット             | 6-3 6-4                    |                                               |
| 1935年      | クリスチャン・ボッサス ルイーズ・ビカートン                 | バーノン・カービー ボンド夫人                                 | 1-6 6-3 6-3                |                                               |
| 1936年      | ハリー・ホップマン ネル・ホップマン                         | エーブ・ケイ メイ・ブリック                                   | 6-2 6-0                    |                                               |
| 1937年      | ハリー・ホップマン ネル・ホップマン                         | ドン・ターンブル ドロシー・スティーブンソン                   | 3-6 6-3 6-2                |                                               |
| 1938年      | ジョン・ブロムウィッチ マーガレット・ウィルソン             | コリン・ロング ナンシー・ウィン                               | 6-3 6-2                    |                                               |
| 1939年      | ハリー・ホップマン ネル・ホップマン                         | ジョン・ブロムウィッチ マーガレット・ウィルソン               | 6-8 6-2 6-3                |                                               |
| 1940年      | コリン・ロング ナンシー・ウィン                             | ハリー・ホップマン ネル・ホップマン                           | 7-5 2-6 6-4                |                                               |
| 1941年-45年 | 大会開催なし                                                | 大会開催なし                                                  | 大会開催なし               | 大会開催なし                                  |
| 1946年      | コリン・ロング ナンシー・ウィン・ボルトン                   | ジョン・ブロムウィッチ ジョイス・フィッチ                     | 6-0 6-4                    |                                               |
| 1947年      | コリン・ロング ナンシー・ウィン・ボルトン                   | ジョン・ブロムウィッチ ジョイス・フィッチ                     | 6-3 6-3                    |                                               |
| 1948年      | コリン・ロング ナンシー・ウィン・ボルトン                   | ウィリアム・シッドウェル テルマ・コイン・ロング               | 7-5 4-6 8-6                |                                               |
| 1949年      | フランク・セッジマン ドリス・ハート                         | ジョン・ブロムウィッチ ジョイス・フィッチ                     | 6-1 5-7 12-10              |                                               |
| 1950年      | フランク・セッジマン ドリス・ハート                         | エリック・スタージェス ジョイス・フィッチ                     | 8-6 6-4                    |                                               |
| 1951年      | ジョージ・ワーシントン テルマ・コイン・ロング               | ジャック・メイ クレア・プロクター                             | 6-4 3-6 6-2                |                                               |
| 1952年      | ジョージ・ワーシントン テルマ・コイン・ロング               | トム・ウォーハースト グウェン・シール                         | 9-7 7-5                    |                                               |
| 1953年      | レックス・ハートウィグ ジュリア・サンプソン                 | ハミルトン・リチャードソン モーリーン・コノリー               | 6-4 6-3                    |                                               |
| 1954年      | レックス・ハートウィグ テルマ・コイン・ロング               | ジョン・ブロムウィッチ ベリル・ペンローズ                     | 4-6 6-1 6-2                |                                               |
| 1955年      | ジョージ・ワーシントン テルマ・コイン・ロング               | ルー・ホード ジェニファー・ステーリー                         | 6-2 6-1                    |                                               |
| 1956年      | ニール・フレーザー ベリル・ペンローズ                       | ロイ・エマーソン メアリー・ベヴィス・ホートン                 | 6-2 6-4                    |                                               |
| 1957年      | マルコム・アンダーソン フェイ・ミュラー                     | ビリー・ナイト ジル・ラングレー                               | 7-5 3-6 6-1                |                                               |
| 1958年      | ロバート・ハウ メアリー・ベヴィス・ホートン                 | ピーター・ニューマン アンジェラ・モーティマー                 | 9-11 6-1 6-2               |                                               |
| 1959年      | ボブ・マーク サンドラ・レイノルズ                           | ロッド・レーバー レネ・シュールマン                           | 4-6 13-11 6-2              |                                               |
| 1960年      | トレバー・ファンカット ジャン・レヘイン                     | ボブ・マーク メアリー・カーター・レイタノ                     | 6-2 7-5                    |                                               |
| 1961年      | ボブ・ヒューイット ジャン・レヘイン                         | ジョン・ピアース メアリー・カーター・レイタノ                 | 9-7 6-2                    |                                               |
| 1962年      | フレッド・ストール レスリー・ターナー                       | ロジャー・テーラー ダーリーン・ハード                         | 6-3 9-7                    |                                               |
| 1963年      | ケン・フレッチャー マーガレット・スミス                     | フレッド・ストール レスリー・ターナー                         | 7-5 5-7 6-4                | フレッチャー&スミス組の混複年間グランドスラム |
| 1964年      | ケン・フレッチャー マーガレット・スミス                     | マイケル・サングスター ジャン・レヘイン                       | 6-3 6-2                    |                                               |
| 1965年      | ジョン・ニューカム マーガレット・スミス                     | オーウェン・デビッドソン ロビン・エバーン                     | 決勝戦行わず               |                                               |
| 1966年      | トニー・ローチ ジュディ・テガート                           | ビル・ボウリー ロビン・エバーン                               | 6-1 6-3                    |                                               |
| 1967年      | オーウェン・デビッドソン レスリー・ターナー                 | トニー・ローチ ジュディ・テガート                             | 9-7 6-4                    |                                               |
| 1968年      | ディック・クリーリー ビリー・ジーン・キング                 | アラン・ストーン マーガレット・スミス・コート                 | 不戦勝                     |                                               |
| 1969年      | マーティー・リーセン マーガレット・スミス・コート           | フレッド・ストール アン・ヘイドン＝ジョーンズ                 | 決勝戦行わず               | 「オープン化」制度で行われた最初の大会        |
| 1970年-85年 | 混合ダブルス部門の実施なし                                  | 混合ダブルス部門の実施なし                                    | 混合ダブルス部門の実施なし | 混合ダブルス部門の実施なし                    |
| 1986年      | 大会開催なし                                                | 大会開催なし                                                  | 大会開催なし               | 大会開催なし                                  |
| 1987年      | シャーウッド・スチュワート ジーナ・ガリソン                 | アンドリュー・キャッスル アン・ホッブズ                       | 3-6 7-6 6-3                | 1月開催、クーヨン・テニスクラブにて           |
| 1988年      | ジム・ピュー ヤナ・ノボトナ                                 | ティム・ガリクソン マルチナ・ナブラチロワ                     | 5-7 6-2 6-4                | メルボルン・パークへ会場移転                  |
| 1989年      | ジム・ピュー ヤナ・ノボトナ                                 | シャーウッド・スチュワート ジーナ・ガリソン                   | 6-3 6-4                    |                                               |
| 1990年      | ジム・ピュー ナターシャ・ズベレワ                           | リック・リーチ ジーナ・ガリソン                               | 4-6 6-2 6-3                |                                               |
| 1991年      | ジェレミー・ベイツ ジョー・デュリー                         | スコット・デービス ロビン・ホワイト                           | 2-6 6-4 6-4                |                                               |
| 1992年      | マーク・ウッドフォード ニコル・プロビス                     | トッド・ウッドブリッジ アランチャ・サンチェス・ビカリオ       | 6-3 4-6 11-9               |                                               |
| 1993年      | トッド・ウッドブリッジ アランチャ・サンチェス・ビカリオ     | リック・リーチ ジーナ・ガリソン                               | 7-5 6-4                    |                                               |
| 1994年      | アンドレイ・オルホフスキー ラリサ・ネーランド               | トッド・ウッドブリッジ ヘレナ・スコバ                         | 7-5 6-7 6-2                |                                               |
| 1995年      | リック・リーチ ナターシャ・ズベレワ                         | シリル・スーク ジジ・フェルナンデス                           | 7-6 6-7 6-4                |                                               |
| 1996年      | マーク・ウッドフォード ラリサ・ネーランド                   | ルーク・ジェンセン ニコル・アレント                           | 4-6 7-5 6-0                |                                               |
| 1997年      | リック・リーチ マノン・ボーラグラフ                         | ジョン＝ラフニー・デ・ヤーガー ラリサ・ネーランド             | 6-3 6-7 7-5                |                                               |
| 1998年      | ジャスティン・ギメルストブ ビーナス・ウィリアムズ           | シリル・スーク ヘレナ・スコバ                                 | 6-2 6-1                    |                                               |
| 1999年      | デビッド・アダムズ マリアン・デスウォート                   | マックス・ミルヌイ セリーナ・ウィリアムズ                     | 6-4 4-6 7-6                |                                               |
| 2000年      | ジャレッド・パーマー レネ・スタブス                         | トッド・ウッドブリッジ アランチャ・サンチェス・ビカリオ       | 7-5 7-6                    | 「ロッド・レーバー・アリーナ」開場            |
| 2001年      | エリス・フェレイラ コリーナ・モラリュー                     | ジョシュア・イーグル バルバラ・シェット                       | 6-1 6-3                    |                                               |
| 2002年      | ケビン・ウリエット ダニエラ・ハンチュコバ                   | ガストン・エトリス パオラ・スアレス                           | 6-3 6-2                    |                                               |
| 2003年      | リーンダー・パエス マルチナ・ナブラチロワ                   | トッド・ウッドブリッジ エレニ・ダニリドゥ                     | 6-4 7-5                    | ナブラチロワがボックス・セット達成            |
| 2004年      | ネナド・ジモニッチ エレーナ・ボビナ                         | リーンダー・パエス マルチナ・ナブラチロワ                     | 6-1 7-6                    |                                               |
| 2005年      | スコット・ドレーパー サマンサ・ストーサー                   | ケビン・ウリエット リーゼル・フーバー                         | 6-2 2-6 7-6                |                                               |
| 2006年      | マヘシュ・ブパシ マルチナ・ヒンギス                         | ダニエル・ネスター エレーナ・リホフツェワ                     | 6-3 6-3                    |                                               |
| 2007年      | ダニエル・ネスター エレーナ・リホフツェワ                   | マックス・ミルヌイ ビクトリア・アザレンカ                     | 6-4 6-4                    |                                               |
| 2008年      | ネナド・ジモニッチ 孫甜甜                                   | マヘシュ・ブパシ サニア・ミルザ                               | 7-6 6-4                    |                                               |
| 2009年      | マヘシュ・ブパシ サニア・ミルザ                             | アンディ・ラム ナタリー・ドシー                               | 6-3 6-1                    |                                               |
| 2010年      | リーンダー・パエス カーラ・ブラック                         | ヤロスラフ・レビンスキー エカテリーナ・マカロワ               | 7-5 6-3                    |                                               |
| 2011年      | ダニエル・ネスター カタリナ・スレボトニク                   | ポール・ハンリー 詹詠然                                       | 6-3 3-6 [10-7]             | スーパータイブレーク方式を採用                |
| 2012年      | ホリア・テカウ ベサニー・マテック＝サンズ                   | リーンダー・パエス エレーナ・ベスニナ                         | 6–3 5–7 [10–3]             |                                               |
| 2013年      | マシュー・エブデン ヤルミラ・ガイドソバ                     | フランティシェク・チェルマク ルーシー・ハラデツカ             | 6–3 7–5                    |                                               |
| 2014年      | ダニエル・ネスター クリスティナ・ムラデノビッチ             | ホリア・テカウ サニア・ミルザ                                 | 6–3 6–2                    |                                               |
| 2015年      | リーンダー・パエス マルチナ・ヒンギス                       | ダニエル・ネスター クリスティナ・ムラデノビッチ               | 6–4 6–3                    |                                               |
| 2016年      | ブルーノ・ソアレス エレーナ・ベスニナ                       | ホリア・テカウ ココ・バンダウェイ                             | 6-4 4-6 [10-5]             |                                               |
| 2017年      | フアン・セバスティアン・カバル アビゲイル・スピアーズ       | イワン・ドディグ サニア・ミルザ                               | 6-2 6-4                    |                                               |
| 2018年      | マテ・パビッチ ガブリエラ・ダブロウスキー                   | ロハン・ボパナ ティメア・バボシュ                             | 2-6 6-4 11-9               |                                               |
| 2019年      | ラジーブ・ラム バルボラ・クレイチコバ                       | ジョン-パトリック・スミス アストラ・シャルマ                  | 7-6 6-1                    |                                               |
| 2020年      | ニコラ・メクティッチ バルボラ・クレイチコバ                 | ジェイミー・マリー ベサニー・マテック＝サンズ                 | 5-7 6-4 [10-1 ]            |                                               |
| 2021年      | ラジーブ・ラム バルボラ・クレイチコバ                       | マシュー・エブデン サマンサ・ストーサー                       | 6-1 6-4                    |                                               |
| 2022年      | イワン・ドディグ クリスティナ・ムラデノビッチ               | ジェイソン・クブラー ジェイミー・フォーリズ                   | 6-3 6-4                    |                                               |
| 2023年      | ラファエル・マトス ルイサ・ステファニー                     | ロハン・ボパンナ サニア・ミルザ                               | 7-6(7–2) 6-2               |                                               |
| 2024年      | 謝淑薇 ヤン・ジエリンスキ                                   | デシラエ・クラウチェク ニール・スクプスキ                     | 6–7(5–7) 6–4 [11–9]        |                                               |
| 2025年      | オリビア・ガデツキ ジョン・ピアース                         | ジョン・パトリック スミス キンバリー・ビレル                  | 3–6 6–4 [10–6]             |                                               |